# Казбеки
Казбеки (укр. Казбеки, до 2016 г. — Куйбышевское) — посёлок, относится к Подольскому району Одесской области Украины.
Население по переписи 2001 года составляло 102 человека. Почтовый индекс — 66354. Телефонный код — 4862. Занимает площадь 0,49 км². Код КОАТУУ — 5122984202.

## Местный совет
66352, Одесская обл., Подольский р-н, с. Липецкое, ул. Ленина, 67